# Чаквинджи
Чаквинджи (груз. ჭაქვინჯი) — село в Грузии, на территории Зугдидского муниципалитета края (мхаре) Самегрело-Верхняя Сванетия.

## География
Село находится в западной части Грузии, к западу от реки Чанисцкали, на расстоянии приблизительно 7 километров (по прямой) к востоку от города Зугдиди, административного центра муниципалитета. Абсолютная высота — 238 метров над уровнем моря.

## Население
По результатам официальной переписи населения 2014 года в Чаквинджи проживало 996 человек (481 мужчина и 515 женщин). В национальной структуре населения грузины составляли 100 %.
| Год  | Население, человек |
| ---- | ------------------ |
| 2002 | 1089               |
| 2014 | ↘ 996              |